# Nume de curtoazie
Un nume de curtoazie (în chineză: 字, zi) cunoscut și ca nume de stil este un nume acordat la maturitate pe lângă numele dat. Acest obicei este specific Culturilor din Asia de est, incluzând China, Coreea, Japonia și Vietnam.  

Înainte în China numele de curtoazie înlocuia numele dat bărbatului când împlinea douăzeci de ani, ca simbol al maturității și respectului. Putea fi dat de părinți sau de primul profesor personal în prima zi de școală în familie. 
Femeile își puteau lua un nume de curtoazie după căsătorie. 
Cineva putea să-și ia un nume de curtoazie ales chiar de el. 
În China, popularitatea acestui obicei a scăzut într-o oarecare măsură după Mișcarea de pe patru mai din 1919. 

Numele de curtoazie nu trebuie confundat cu un nume de artist (hào, chineză: 號, coreană: 호), un alt termen folosit pentru un nume alternativ în culturile din Asia. Un nume de artist este de obicei asociat cu arta și este mai mult un nume literar sau un pseudonim care este mai spontan comparat cu un nume de curtoazie.

## Folosire
Zi, uneori numit  biǎozi sau „nume de curtoazie” este numele dat în mod tradițional bărbaților când ajung la vârsta de 20 de ani marcând ajungerea la maturitate. Uneori a fost dat și femeilor după căsătorie. Această practică nu mai este la fel de răspândită în societatea modernă din china. Conform Cărții Riturilor, după ce un bărbat ajunge la maturitate, este lipsă de respect ca cei de aceiași generație cu el să i se adreseze după numele dat sau ming. Prin urmare numele dat a fost rezervat pentru sine și pentru cei bătrâni, în timp ce zi era folosit de adulți din aceiași generație pentru a se adresa unul altuia cu ocazii formale sau în scris; de aici și termenul „nume de curtoazie”. 
Numele de curtoazie este în general disilabic (este format din două caractere chinezești) și este de obicei bazat pe întelesul numelui dat sau ming. Yan Zhitui din dinastia Qi de Nord credea că numele dat avea rolul de a deosebi o persoana de alta, el a afirmat că numele de curtoazie ar trebui să arate integritatea morală a purtătorului. 
Relația care de obicei există între numele de curtoazie și numele dat se poate vedea la Chiang Kai-shek  (蔣介石)  al cărui nume dat era Zhōngzhèng (中正，romanizat ca Chung-cheng) iar numele de curtoazie era Jieshi（介石，Romanizat ca și Kai-shek). Prin urmare el mai era numit și （Chiang Chung-cheng）în anumite contexte.
Un alt mod de a folosi numele de curtoazie este dat de folosirea caracterul omofinic zi (子) – un titlu respectuos pentru un bărbat – ca prim caracter din numele de curtoazie disilabic. Drept exemplu: numele de curtoazie al lui  Gongsun Qiao era  Zǐchǎn (子產) iar al lui Du Fu era : Zǐměi (子美).
Este de asemenea comună construcția unui nume de curtoazie folosind drept prim caracter pentru purtător ordinea nașterii dintre frații de gen masculin din familie. Lui Confucius al cărui nume era  Kǒng Qiū (孔丘) i-a fost dat numele de curtoazie, Zhòngní (仲尼) unde primul caracter zhòng indica faptul că era al doilea fiu născut în familia sa. 
Caracterele de obicei folosite sunt: bó (伯) pentru primul, zhòng (仲) pentru al doilea, shū (叔) pentru al treilea, si  jì (季) pentru cel mai tânăr dacă familia este formată din mai mult de trei fii. Cei patru fii ai generalului Sun Jian erau Sun Ce (伯符, Bófú), Sun Quan (仲謀, Zhòngmóu), Sun Yi (叔弼, Shūbì) și Sun Kuang (季佐, Jìzuǒ). 
Folosirea numelor de curtoazie a început în timpul dinastiei Shang și încet s-a dezvoltat într-un sistem care a ajuns la apogeu în timpul dinastiei Zhou. În a ceastă perioandă numele de curtoazie era dat chiar și femeilor. Numele de curtoazie dat femeilor era de obicei compus dintr-un caracter ce indica  ordinea nașterii dintre surori și prenumele dat. De exemplu Mèng Jiāng (孟姜) a fost cea mai mare fiica a familiei Jiāng. 
Înainte de secolul 20 Coreenii, vietnamezii și japonezii erau de asemenea menționați dupa numele de curtoazie. Practica a fost preluată și de Manciurieni după ce Qing a cucerit China. 

## Exemple
| Chineză                 | Nume de familie | Nume dat        | Nume de curtoazie |
| ----------------------- | --------------- | --------------- | ----------------- |
| Lao Zi 老子             | Li 李           | Er 耳           | Boyang 伯陽       |
| Kongzi (Confucius) 孔子 | Kong 孔         | Qiu 丘          | Zhongni 仲尼      |
| Sunzi (Sun Tzu) 孫子    | Sun 孫          | Wu 武           | Changqing 長卿    |
| Cao Cao 曹操            | Cao 曹          | Cao 操          | Mengde 孟德       |
| Liu Bei 劉備            | Liu 劉          | Bei 備          | Xuande 玄德       |
| Zhuge Liang 諸葛亮      | Zhuge 諸葛      | Liang 亮        | Kongming 孔明     |
| Li Bai 李白             | Li 李           | Bai 白          | Taibai 太白       |
| Su Dongpo 蘇東坡        | Su 蘇           | Shi 軾          | Zizhan 子瞻       |
| Yue Fei 岳飛            | Yue 岳          | Fei 飛          | Pengju 鵬舉       |
| Liu Ji 劉基             | Liu 劉          | Ji 基           | Bowen 伯溫        |
| Tang Yin 唐寅           | Tang 唐         | Yin 寅          | Bohu 伯虎         |
| Mao Zedong 毛澤東       | Mao 毛          | Zedong 澤東     | Runzhi 潤之       |
| Chiang Kai-shek 蔣介石  | Jiang 蔣        | Zhongzheng 中正 | Jieshi 介石       |